# Marcel Odenbach
Marcel Odenbach (* 7. Juli 1953 in Köln) ist ein deutscher Videokünstler und Collagist.

## Leben und Werk
Von 1974 bis 1979 studierte er Architektur, Kunstgeschichte und Semiotik an der Technischen Hochschule Aachen. Seit 1976 arbeitet er mit Video in Performances, Installationen und Tapes. 1984 war er auf der Gruppenausstellung Von hier aus – Zwei Monate neue deutsche Kunst in Düsseldorf vertreten. Von 1992 bis 1997 bekleidete Odenbach eine Professur an der Staatlichen Hochschule für Gestaltung, Karlsruhe und wechselte dann zur Kunsthochschule für Medien Köln, an der er das Amt des Prorektors innehatte. Seit dem Sommersemester 2010 lehrt Marcel Odenbach als ordentlicher Professor für Film und Video an der Kunstakademie Düsseldorf. Im gleichen Jahr wurde er in die Nordrhein-Westfälische Akademie der Wissenschaften und der Künste gewählt.
Odenbach lebt und arbeitet in Köln, Berlin und zeitweise in Ghana. Für seine Collagen und seine Videos verwendet er ähnliche Techniken, bei denen er Bilder und Texte von Ereignissen aus Zeitungen und Zeitschriften verwendet. Seine großformatigen Collagen zeigen zunächst auf der Makroebene klar erkennbare Motive und zeigen sich bei einer Detailbetrachtung als zusammengesetzt aus Hunderten von Einzelbildern. Themen seiner Arbeiten sind neben der deutschen Geschichte der Kolonialismus, die Sklaverei und Rassismus.
Marcel Odenbach gehört mit Ulrike Rosenbach und Klaus vom Bruch zu den drei international anerkanntesten deutschen Videokünstlern. Zusammen bildeten sie in den 1970er Jahren die Produzentengruppe ATV. Seit 2016 ist er Mitglied der Akademie der Künste Berlin.
2020 wurde Odenbach der Wolfgang-Hahn-Preis zuerkannt, den er im Herbst 2021 erhalten hat.

## Öffentliche Sammlungen

### Deutschland
- Hamburger Bahnhof, Museum für Gegenwart, Berlin
- Kunstmuseum Bonn, Bonn
- Hamburger Kunsthalle, Hamburg
- Museum für Neue Kunst & Medienmuseum (ZKM), Karlsruhe
- Kunsthalle zu Kiel der Christian-Albrechts-Universität, Kiel
- Kolumba, Köln
- Museum Ludwig, Köln
- Galerie für Zeitgenössische Kunst – GfZK, Leipzig

### Frankreich
- Fonds régional d'art contemporain – Pays de Loire, Carquefou
- Centre Georges Pompidou, Musée National d’Art Moderne, Paris

### Kanada
- National Gallery of Canada – Musée des beaux-arts du Canada, Ottawa, Ontario

### Liechtenstein
- Kunstmuseum Liechtenstein, Vaduz

### Niederlande
- Netherlands Media Art Institute – Montevideo/Time Based Arts, Amsterdam

## Ausstellungen (Auswahl)
- 1987: documenta 8, Kassel
- 2012 Gruppenausstellung: Bilder gegen die Dunkelheit. Videokunst aus dem Archiv des imai im KIT, Kunst im Tunnel, Düsseldorf
- 2017 Personale: Marcel Odenbach. Beweis zu nichts, Kunsthalle Wien, Wien
- 3. Oktober 2020 bis 10. Januar 2021 Marcel Odenbach – Es brennt, Kunsthalle Nürnberg
- 2020/21: Marcel Odenbach. plötzlich konnte eins wie das andere sein Sammlungssatellit #6, Kaiser Wilhelm Museum der Kunstmuseen Krefeld
- 2021/22: Marcel Odenbach. So oder so, K 21 – Kunstsammlung Nordrhein-Westfalen, Düsseldorf
- 2021/22: Marcel Odenbach. Wolfgang-Hahn-Preis 2021, Museum Ludwig, Köln

## Einzelbelege
1. ↑  Marcel Odenbach. Es brennt. Kunsthalle Nürnberg, abgerufen am 1. April 2021.
2. ↑  monopol. Magazin für Kunst und Leben vom 19. September 2020: Auszeichnung: Künstler Marcel Odenbach erhält Wolfgang-Hahn-Preis, abgerufen am 22. September 2020

| Personendaten    | Personendaten                                   |
| ---------------- | ----------------------------------------------- |
| NAME             | Odenbach, Marcel                                |
| KURZBESCHREIBUNG | deutscher Videokünstler, Zeichner und Collagist |
| GEBURTSDATUM     | 7. Juli 1953                                    |
| GEBURTSORT       | Köln                                            |